# Regionalväg 140
Regionalväg 140 är en landsväg i Finland. Vägen är den äldre sträckningen av Riksväg 4 där den tidigare riksvägen byggts ut till motorväg.